# 默爾蒂內什蒂鄉
45°49′00″N 23°08′00″E / 45.8167°N 23.1333°E
默爾蒂內什蒂鄉（羅馬尼亞語：Comuna Mărtinești, Hunedoara），是羅馬尼亞的鄉份，位於該國西部，由胡內多阿拉縣負責管轄，處於布加勒斯特西北面280公里，每年平均降雨量1,082毫米，海拔高度255米，2007年人口982。